# Amanuel Mesel
Amanuel Mesel Tikue, né le 29 décembre 1990 à Asmara, est un athlète érythréen spécialiste des courses de fond.

## Biographie

### Records
| Épreuve       | Performance    | Lieu      | Date             |
| ------------- | -------------- | --------- | ---------------- |
| 1 500 mètres  | 3 min 47 s 69  | Barakaldo | 10 juillet 2009  |
| 5 000 mètres  | 13 min 16 s 25 | Barcelone | 22 juillet 2011  |
| 10 000 mètres | 28 min 29 s 24 | Bambous   | 13 août 2006     |
| 10 kilomètres | 27 min 40 s    | Jaén      | 16 janvier 2010  |
| Semi-marathon | 1 h 0 min 10 s | Prague    | 6 avril 2013     |
| Marathon      | 2 h 8 min 17 s | Valence   | 17 novembre 2013 |